# SLATEC
SLATEC公用数学库（SLATEC Common Mathematical Library）是包含1400多个数学及统计程序的FORTRAN 77程序库。其由美国政府的多个研究实验室开发，故代码属于公有领域。
“SLATEC”是桑迪亚（Sandia）、洛斯阿拉莫斯（Los Alamos）及空军武器（Air Force Weapons）实验室技术交换委员会（Technical Exchange Committee）的缩写。该组织成立于1974年，致力于美国政府各实验室的计算机中心之间技术信息的交换。

## 内容
SLATAC库的所有程序都属于其13个子库中的一个。其中一些子库（如BLAS、EIPACK、FFTPACK、LINPACK、QUADPACK等）是知名的独立FORTRAN程序库。下表列出了其所有子库的信息：
| 子库     | 程序数量 | Netlib是否提供独立版本 | 目的                                                                             |
| BLAS     | 114      | 是                     | 基本线性代数                                                                     |
| DASSL    | 16       | 否                     | 解微分/代数方程组                                                                |
| DEPAC    | 10       | 否                     | 解 常微分方程（龙格－库塔法等）                                                  |
| EISPACK  | 71       | 是                     | 特征值与特征向量                                                                 |
| FFTPACK  | 48       | 是                     | 快速傅立叶变换                                                                   |
| FISHPACK | 19       | 是                     | 使用循环约化法解二阶与四阶有限差分方程（不同坐标系下可分离显式编微分方程的近似） |
| FNLIB    | 161      | 是（名为FN）           | 特殊方程                                                                         |
| LINPACK  | 128      | 是                     | 线性代数（已过时）                                                               |
| PCHIP    | 41       | 否                     | 分段三次Hermite插值                                                              |
| QUADPACK | 59       | 是                     | 一维函数的数值积分                                                               |
| SDRIVE   | 36       | 否                     | 解常微分方程                                                                     |
| SLAP     | 124      | 是                     | 稀疏线性代数库                                                                   |
| XERROR   | 17       | 否                     | 错误处理                                                                         |